# OPPAIライフ 〜おはようからおやすみまで揉み吸い生活〜
『OPPAIライフ ～おはようからおやすみまで揉み吸い生活～』は、2008年3月21日にブルゲ ON DEMANDより発売された18禁恋愛アドベンチャーゲーム。

## ストーリー
立青大学の3年生・須藤直人はある日、キャンパス内で2歳上の幼馴染・雪代綾音と劇的な再会を果たしてしまう。しかも、綾音は人目を奪うほどの巨乳に成長しており、大の「おっぱい星人」である直人は一瞬で虜にされてしまった。やがて2人は急接近していき、めでたく一夜を共にしてしまう。その矢先、直人は2歳下の幼馴染・早川千花とも再会し、3人の関係が大きく揺らいでいく。

## キャラクター
※ 声優はゲーム版 / OVA版の順番となっている。
須藤直人（すどう なおと）
声 - 無 / 本理一郎
本作の主人公。立青大学の3年生、21歳。
浅黒い肌が特徴。誰に対しても優しい好青年だが、少し優柔不断な性格。大のオッパイ星人。
OVA版では、すでに綾音と肉体関係を結んでいたが、千花の誘惑を拒みきれずに二股をかけてしまう。
雪代綾音（ゆきしろ あやね）　
声 - 広森なずな / 市川朋子
本作のヒロイン。立青大学の就職課の職員、23歳。バストは96cmのGカップ。
直人より2歳上の幼馴染。黒髪のボブカットにグラマラスな体型が特徴。おっとりとした性格。
OVA版では、直人の恋人となって初体験を結ぶなど、厚遇を受けている。また、原作に比べて肌色が若干浅黒くなっており、物語終盤で砕けた一面を覗かせるなど、変更点がいくつも見受けられた。
早川千花（はやかわ ちか）
声 - 桜川未央 / 早乙女冬
本作のもう1人のヒロイン。医科大学を目指している浪人生、19歳。バストは81cmのEカップ。
直人より2歳下の幼馴染。金髪のサイドポニーテールにスレンダーな体型が特徴。明るく活発な性格。
OVA版では、綾音の存在を知りながらも自身の気持ちを抑えきれず、最終的に直人のことを寝取ってしまう。

## OVA版
『OPPAIライフ』というタイトルに変更され、バニラにおいてOVA化されたアダルトアニメ。

### 作品
- OPPAIライフ 前編（2008年10月10日発売）
- OPPAIライフ 後編（2009年1月9日発売）
- OPPAIライフ ザ・ベスト（2014年11月14日発売）

## 書籍
- OPPAIライフ～おはようからおやすみまで揉み吸い生活～ パラダイムノベルズ（2008年7月5日発売）